# Classificação de material
A classificação de materiais surge por necessidade, uma vez que com o aumento da industrialização e da introdução da produção em série, foi necessário, para que não ocorressem falhas de produção devido à inexistência ou insuficiência de peças em estoque (Fernandes, 1981, p.141).
A classificação de materiais curtos é um processo que tem como objetivo agrupar todos os materiais com características comuns. Segundo Fernandes (1981, p.141) esta pode ser dividida em quatro categorias. So estas: Identificação, Codificação, Cadastramento e Catalogação.

## Identificação de Material
A identificação do material é a primeira etapa da classificação de material e também a mais importante. Consiste na análise e registo das características físico/químicas e das aplicações de um determinado item em relação aos outros, isto é,estabelece a identidade do material (Fernandes, 1981, p.142).
Para identificar essas características, é necessário ter em conta alguns dados sobre os materiais, dados estes que podem ser retirados de catálogos, de listas de peças fornecidas pelos fabricantes, pela simples visualização do material, etc.
Alguns dos dados a ter em conta para identificar os materiais podem ser (Fernandes, 1981, p.142):
- Medidas/dimensões das peças;
- Tensão, corrente, etc.;
- Acabamento superficial do material;
- Tipo de material e a aplicação a que se destina;
- Normas técnicas;
- Referências da peça e/ou embalagens;
- Acondicionamento do material;
- Cor do material;
- Identificar os fabricantes;
- Classificar produtos.

### Métodos de identificação
- Descritivo: Quando se identifica o material pela sua descrição detalhada. Procura-se neste tipo de identificação apresentar todas as características físicas que tornem o item único, independentemente da sua referência ou fabricante. No entanto deve-se evitar, tanto quanto possível, um ligeiro excesso de pormenores descritivos, uma vez que descrições em demasia tornam o catálogo do material mais volumoso e cansativo de ver.

- Referencial: Este método de identificação atribui uma descrição ou uma  nomenclatura apoiada na referência do fabricante.

## Codificação de Material
É o segundo passo da classificação de materiais, onde atribui um código representativo de modo a que se consiga identificar um item pelo seu número e/ou letras. Esse código que identifica o material denomina-se por nome da peça, no caso de o código usado ter sido feito através de letras, ou número da peça (part number) para o caso de o código usar números.
A codificação do material também veio facilitar e simplificar as operações dentro das empresas uma vez que com um único código podem ser identificadas as características do material, bem como todos os registos deste realizados na empresa. O código tornou-se tão mais necessário quanto maior for o universo da empresa e dos materiais (Fernandes, 1981, p.148).
Segundo Fernandes (1981, p.148) existem 3 tipos de codificação usados na classificação de material, são elas:
- Sistema Alfabético;
- Sistema Alfanumérico;
- Sistema numérico.

### Sistema Alfabético
Este processo representa os materiais por meio de letras. Foi muito utilizado na codificação de livros (Método de Dewey). A sua principal característica é conseguir associar letras com as características do material (Fernandes, 1981, p.148).
Exemplo de aplicação do sistema alfabético:
P - Pregos 

P/AA - Pregos 14 x 18 - 1 1/2 x 14 

P/AB - Pregos 16 x 20 - 2 1/4 x 12 

P/AC - Pregos 30 x 38 - 3 1/4 x 8

### Sistema Alfanumérico
É um método que como o próprio nome indica usa letras (sistema alfabético) e números (sistema numérico) para representar um material (Fernandes, 1981, p.148).

### Sistema Numérico
Este sistema, também conhecido como sistema decimal ou nominal, é, de todos os métodos de codificação de material, o que tem um uso mais generalizado e ilimitado.
Devido à sua forma simples e à facilidade de organização que oferece, este é também o sistema mais utilizado pelas empresas.
Este sistema tem por base a atribuição de números para representar um material (Fernandes, 1981, p.149).

### Código de barras
Para além dos sistemas alfabético, alfanumérico e numérico há também um outro método de codificação muito conhecido, que se pode visualisar, entre outros lugares, nos supermercados.
O código de barras representa a informação de um material através da alternância de barras e espaços. Este sistema ao poder ser lido através de dispositivos electrónicos facilita a entrada e saída de dados num sistema de computação (Glossário, [2008?]).
Em que o número de stock ou número do item, isto é, o número que serve para identificar individualmente cada item, é composto por um número de classe, que identifica a classe a que o material pertence, por um número de identificação, este é um número não significativo, isto é, não apresenta nenhuma identificação com os elementos descritivos do material e por um dígito verificador.

## Cadastramento do Material
O terceiro passo da classificação do material é o cadastramento. O objectivo deste é inserir nos registos da empresa todos os dados que identifiquem o material (Fernandes, 1981, p.151).
O cadastramento é efectuado através do preenchimento e missão de formulários próprios.

## Catalogação de Material
Com a catalogação de material chega ao fim a Classificação de material. Esta consiste em ordenar de uma forma lógica  todos os dados que dizem respeito aos itens identificados, codificados e cadastrados de forma a facilitar a consulta da informação pelas diversas áreas da empresa (Fernandes, 1981, p.157).
Um dos aspectos mais importantes na catalogação de material é usar simplicidade, objetividade e concisão dos dados gerados e permitir um fácil acesso e rapidez na pesquisa.
Os objetivos de uma boa catalogação são (Fernandes, 1981, p.157):
- Conseguir especificar o catálogo de uma forma tal que o usuário consiga identificar/requisitar o material que deseja;
- Evitar que sejam introduzidos no catálogo itens cadastrados com números diferentes;
- Possibilitar a conferência dos dados de identificação dos materiais colocados nos documentos e formulários do sistema de material.